# 루고 (가수)
루고(본명: 차상협, 1984년 5월 15일 ~ )는 대한민국의 가수, 래퍼이다.
2014년부터 2017년까지 C9 엔터테인먼트에 소속으로 활동하다가 계약 만료로 나온 후 무소속으로 활동하였으며, 2018년 1월부터 하이라이트 레코즈의 제작팀 A&R로 근무중이다.

## 음반

### 디싱 (디지털 싱글) 음반
- 《Life Goes On》 (2011년)
- 《편지》 (2012년)
- 《이보단 좋을 순 없죠》 (2013년)
- 《Walk》 (2014년)
- 《My Foot》 (2015년)
- 《너와》 (2016년)

영보이즈 (맴버 : 루고, 제이큐)
- 《[Digital Single] Get Up》 (2009년)
- 《Priemiere Night》 (2011년)